# Laura El-Tantawy
Laura El-Tantawy (Worcestershire, 1980) es una fotógrafa egipcia que reside en Londres y El Cairo. Trabaja como fotógrafa independiente de noticias y en proyectos personales: una de sus publicaciones, In the Shadow of the Pyramids (2015), le valió la preselección para el Premio de Fotografía Deutsche Börse.

## Biografía
El-Tantawy nació en Worcestershire, en 1980 de padres egipcios y creció entre Egipto, Arabia Saudita y los Estados Unidos. Se graduó en la Universidad de Georgia en 2002 con doble titulación en periodismo y ciencias políticas. También en 2002, comenzó a trabajar como fotógrafa de periódicos en el Milwaukee Journal Sentinel y Sarasota Herald-Tribune. En 2006, se convirtió en una fotógrafa independiente para poder trabajar en proyectos personales. Completó una beca de investigación en la Universidad de Oxford en 2009, y obtuvo una maestría en arte y práctica de medios en la Universidad de Westminster en 2011. 
En 2015, El-Tantawy autopublicó su primer libro, In the Shadow of the Pyramids. En parte con el apoyo de la revista Burn y una campaña de micromecenazgo, se centra en la Revolución Egipcia de 2011. In the Shadow of the Pyramids se produjo

going back to Egypt to discover her roots, she became caught up in the momentous events in Tahir Square during 2011, and stayed to photograph the whole event.
al regresar a Egipto para descubrir sus raíces, se vio atrapada en los acontecimientos trascendentales en la plaza Tahir durante 2011 y se quedó para fotografiar todo el evento.

Creative Review lo describió como 

close-up photographs of protestors and street scenes of fervent crowds in Cairo during the January revolution in Tahrir Square, are mixed in with local witness accounts, alongside old family photographs from her childhood growing up between Egypt, Saudi Arabia and the US. Shot between 2005-2014, the series is a heady combination of documentary photography, portraits, and more dynamic, abstract images, jarring with the retro, candid shapshots.
fotografías en primer plano de manifestantes y escenas callejeras de multitudes fervientes en El Cairo durante la revolución de enero en la plaza Tahrir, se mezclan con testimonios de testigos locales, junto con viejas fotografías familiares de su infancia creciendo entre Egipto, Arabia Saudita y los Estados Unidos. Filmada entre 2005-2014, la serie es una combinación embriagadora de fotografía documental, retratos e imágenes más dinámicas y abstractas, discordantes con las instantáneas retro y sinceras.

Gerry Badger, seleccionando el libro para el premio al Mejor Photobook en Fotobookfestival en Kassel (que ganó), escribió: 

Her highly impressionistic style is in the best tradition of Japanese protest books, and captures he confusion of the event extremely well – where people where having picnics in the middle of the square while others were dying in the surrounding streets. At first glance, her brightly coloured, semi abstract images seem too ‘aesthetic’, but when you really get into and study the sequence, journeying from hope and exultation to near despair, the toughness of her vision becomes apparent, and the whole is brought together with excellent production values and a beautiful, yet not overinsistent design.
Su estilo altamente impresionista está en la mejor tradición de los libros de protesta japoneses, y captura muy bien la confusión del evento. donde las personas tenían picnics en medio de la plaza mientras otros morían en las calles circundantes. A primera vista, sus imágenes de colores brillantes y semi abstractas parecen demasiado 'estéticas', pero cuando realmente entras y estudias la secuencia, viajas desde la esperanza y exultación hasta casi la desesperación, la dureza de su visión se hace evidente, y todo se combina con excelentes valores de producción y un diseño hermoso, pero no demasiado insistente.

Para este libro fue preseleccionada para el Premio de Fotografía Deutsche Börse en 2015, junto con Erik Kessels, Trevor Paglen y Tobias Zielony.
Su serie ll Die for You (Voy a morir por ti) trata sobre el suicidio entre los campesinos indios rurales.
El sitio web de El-Tantawy dice que su fotografía está "inspirada en preguntas sobre su identidad, explorando cuestiones sociales y ambientales relacionadas con sus antecedentes" (inspired by questions on her identity - exploring social and environmental issues pertaining to her background). También ha dicho que su inspiración "proviene principalmente de la música, la poesía y los pintores impresionistas: mis influencias fotográficas tienden a ser poéticas y pictóricas, como el trabajo de Gueorgui Pinkhassov, Miguel Rio Branco y Saul Leiter" (primarily comes from music, poetry and impressionistic painters – my photographic influences tend to be poetic and painterly like, such as the work of Gueorgui Pinkhassov, Miguel Rio Branco and Saul Leiter).

## Publicaciones

### Trabajos propios
- In the shadow of the pyramids [En la sombra de las pirámides]. Ámsterdam. 2015. ISBN 9789082106619. OCLC 921998639.
- al-Shaʻb [La gente]. Autopublicado. 2015. ISBN 9780993287602. OCLC 933733761.
- Post-script. Bristol: RRB. 2016. ISBN 9780993232398. OCLC 956972917.
- Beyond here is nothing [Más allá de aquí no hay nada]. Autopublicado. 2017. ISBN 9780993287619. OCLC 993881325.

### Colaboraciones
- Nair, Chandran; Cartledge, Simon; Aw, Tash; Johnson, Ian (2015).  Global Institute for Tomorrow, ed. The other hundred entrepreneurs: 100 faces places stories [Los otros cien emprendedores: 100 caras, lugares, historias]. Londres: Oneworld. ISBN 9781780747125. OCLC 884816274. Con un prólogo de Chandran Nair, una introducción de Tash Aw, un epílogo de Ian Johnson y ensayos de Robyn Bargh, Eliane Brum, David Goldblatt, Tolu Ogunlesi, Yasmine El Rashidi y Huang Wenhai. El-Tantawy aporta textos y fotografías sobre un negocio de energía solar en Egipto.[15]

## Premios
- 2014: Reminders Photography Stronghold Grant, Reminders Photography Stronghold, Tokio, por su serie "I'll Die for You"[16]
- 2015: Ganador, Mejores álbumes fotográficos 2015 - Voto público / Premio del visitante público, Fotobookfestival, Kassel, Alemania, por In the Shadow of the Pyramids[8]

## Exposiciones
- In the Shadow of the Pyramids, Museo Pitt Rivers, Fotografía Oxford Festival 14, Oxford, Inglaterra, septiembre-octubre de 2014.[17][18]
- I'll Die For You, Londres.[19]
- Premio de la Fundación de Fotografía Deutsche Börse 2016 incluyó El-Tantawy's In the Shadow of the Pyramids, The Photographers 'Gallery, Londres, abril-julio de 2016. Trabajo de la lista de preselección del Premio de Fotografía Deutsche Börse también con Trevor Paglen, Erik Kessels y Tobias Zielony .[3] Una instalación del proyecto de El-Tantawy utilizando fotografías proyectadas, impresiones en cajas de luz, grabaciones de sonido y el libro In the Shadow of the Pyramids .